# マリア・エレオノーラ・フォン・ブランデンブルク
マリア・エレオノーラ・フォン・ブランデンブルク（Maria Eleonora von Brandenburg, 1599年11月11日 - 1655年3月28日）は、スウェーデン王グスタフ2世アドルフの王妃。
ブランデンブルク選帝侯ヨーハン・ジギスムントと妃アンナ・フォン・プロイセンの娘。兄は選帝侯ゲオルク・ヴィルヘルム。スウェーデン語名はマリア・エレオノーラ・アヴ・ブランデンブリ（Maria Eleonora av Brandenburg）。

## 生涯
1620年、グスタフ・アドルフと結婚し、1626年に後のクリスティーナ女王を産んだ。
当時、ヨーロッパで最も美しい王妃と謳われるほどであったが、マリアは異常とも言われたくらいに夫グスタフ・アドルフを熱愛していた。それは当時、政略結婚した王室の夫婦では稀有なことであり、注目された。
マリアは非常に情熱的だが、ヒステリー気質で、女性らしいが知性はないと人々にみなされていた。事実、当時の宮廷言語のフランス語を話すことはできたが、母国語であるドイツ語や嫁ぎ先の公用語であるスウェーデン語を学ぼうとせず、正しく読み書きができなかった。しかし、当時の王族・貴族の女性であってもそれは珍しいことではなく、本人も気に留めなかった。
マリアは学問・政治への関心はなかったが、音楽、演劇、芸術、建築への造詣は深く、ドイツの宮廷礼拝堂をスウェーデンに持ち込んでいる。しかし、それに財を注ぎ多額の負債を作り国家の財政を圧迫した。
マリアの趣味趣向は祖国好みであったため、国民の目には奇異に映り、支持も薄かった。
結婚して半年程後、グスタフ・アドルフは戦地に赴き、城を留守にした。当時マリアは最初の子を妊娠しており、夫不在のスウェーデンは暗く陰気にしか感じられず、日々グスタフ・アドルフへの恋しさを募らせたことから精神を患い、実家のドイツから連れて来た侍女以外には面会しなくなり、その後長女を死産した。
それ以降、マリアは神経質になり、凶暴で嫉妬深い面が顕著になり、すぐに人を罵倒するようになったとされる。
マリアは帰還した夫に人目も憚らず愛情を振りまくが、グスタフ・アドルフはこの時点でマリアとの結婚を後悔し、「もし自分が死ねば自分の子は王位を継げず、マリアに摂政は任せられないので彼女が政治の実権を握ることは叶わないだろう」と書き残している。
王には、マリアと結婚する前から相思相愛のエヴァ・ブラーエという愛人がおり、グスタフ・アドルフが死去するまでその関係は続いていたとされるが、そのことにマリアが気づいていたかどうかは明らかになっていない。
その後、1623年に次女クリスティーナ・アウグスタを産むが、生まれた翌年に病で夭折した。後の1625年に3度目の妊娠をしたが、マリアはグスタフ・アドルフと離れることを拒否し、周囲の反対を聴かずに夫と共に軍艦に同乗し、船が嵐に見舞われて転覆しかけ、その時に胎児の胎動がなくなったとされ、帰国した後に男児を死産している。
そしてその翌年、1626年に産んだ三女クリスティーナ・アレクサンドラが後のクリスティーナ女王である。
クリスティーナ王女誕生時も、妊娠し臨月を迎えていたが、再び戦争に赴くことになったグスタフ・アドルフと離れ離れになることを拒んだマリアが癇癪を起したため、渋々同行させたが、戦場でマリアが産気付き、グスタフ・アドルフは仕方なく妻に付き添って帰国し、戦場を離れている。
王子の誕生を渇望していたマリアは王女誕生の報せを聴くと嘆き、「こんな大鼻と黒い眼の怪物見たくない！」と言い、産まれたばかりのクリスティーナに危害を加えようとしたとされる。
グスタフ・アドルフはマリアのヒステリーに辟易して距離を置くようになり、娘クリスティーナにも近づかせないように配慮していた。
その頃、マリアの実家がグスタフ・アドルフの敵方に加わったことにより、マリアは宮廷で完全に孤立し、精神的な病も重篤化した。
1632年、グスタフ・アドルフが戦死すると、マリアは周囲が彼女は狂ったと勘違いするほど、深い絶望に陥った。翌年夫の遺体と共にスウェーデンに帰国すると壁を真っ黒にした部屋にロウソクを立てて引き蘢り、グスタフ・アドルフの心臓をハンカチに包んで手元に置いて離そうとしなかったとされる。彼女は夫の埋葬を許さず、死後より時間が経過し腐り始めた遺体を抱き、触れ、キスをするので、それを見た者は体の具合が悪くなる程だったという。
マリアは夫との死別後、これまで遠ざけていた娘クリスティーナを自分の傍に置いて監禁するようになり、娘に命じ、自分と同様に亡夫の遺体と同じベッドに添い寝させた。クリスティーナは父王の遺体への添い寝の継続により病に罹ったが、クリスティーナを引き離そうとするとマリアが絶叫するため、摂政の宰相アクセル・オクセンシェルナと議会は頭を抱えた。
最後には王は埋葬されると、彼女は遺体を取り戻そうと、埋葬場所を探し出し破壊したという。
宰相オクセンシェルナとはその後も娘の監護権と養育をめぐって対立し、1636年、マリアは反逆の疑いをかけられ、グリプスホルム城に幽閉された。マリアは何度も脱出を試み、後に敵船であったデンマーク船に乗り込むことに成功し、デンマークに渡る。しばらくはデンマークで過ごし、マリアの身元引き取りを拒否していた実兄の死後、1643年に故郷ブランデンブルクへ渡り、以降はスウェーデンから年金を受給して暮らす。
しかしマリアは王族としての特権を剥奪され、事実上スウェーデンから追放された。
マリアは1648年に再びスウェーデンへ戻ったが、クリスティーナとの親子関係が修復することは二度となかった。